# バルモーラル暗礁プレート

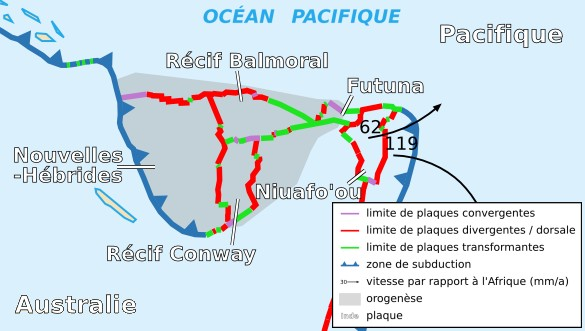
バルモーラル暗礁プレート（"Récif Balmoral"）とその周辺 (フランス語)

バルモーラル暗礁プレート（英語:Balmoral Reef Plate）とは、南太平洋のフィジー北部に位置するプレートである。北側から右回りに太平洋プレート、オーストラリアプレート、コンウェイ暗礁プレート、ニューヘブリデスプレートと接している。プレートの北側及び東側のみは断裂帯であり、その他は横ずれ型若しくは収束型境界となっている。